# Эскраньоль
Эскраньо́ль (фр. Escragnolles) — коммуна на юго-востоке Франции в регионе Прованс — Альпы — Лазурный берег, департамент Приморские Альпы, округ Грас, кантон Грас-1.
Площадь коммуны — 25,48 км², население — 505 человек (2006) с выраженной тенденцией к росту: 620 человек (2012), плотность населения — 24,3 чел/км².

## Население
Население коммуны в 2011 году составляло — 607 человек, а в 2012 году — 620 человек.
| 1962 | 1968 | 1975 | 1982 | 1990 | 1999 | 2005 | 2006 | 2010 | 2011 | 2012 |
| ---- | ---- | ---- | ---- | ---- | ---- | ---- | ---- | ---- | ---- | ---- |
| 117  | 119  | 110  | 193  | 326  | 384  | 491  | 505  | 596  | 607  | 620  |

Динамика численности населения:

## Экономика
В 2010 году из 382 человек трудоспособного возраста (от 15 до 64 лет) 278 были экономически активными, 104 — неактивными (показатель активности 72,8 %, в 1999 году — 68,5 %). Из 278 активных трудоспособных жителей работали 242 человека (134 мужчины и 108 женщин), 36 числились безработными (14 мужчин и 22 женщины). Среди 104 трудоспособных неактивных граждан 24 были учениками либо студентами, 43 — пенсионерами, а ещё 37 — были неактивны в силу других причин.
На протяжении 2010 года в коммуне числилось 197 облагаемых налогом домохозяйств, в которых проживало 479,5 человек. При этом медиана доходов составила 17 тысяч 002 евро на одного налогоплательщика.